# Matthias Langkamp
Matthias Langkamp (ur. 24 lutego 1984 w Spirze) – niemiecki piłkarz występujący na pozycji obrońcy. Brat innego piłkarza, Sebastiana Langkampa.

## Kariera
Rozegrał dwa mecze dla reprezentacji Niemiec U-21. W Bundeslidze debiutował w barwach Arminii Bielefeld. Sezon później przeniósł się do VfL Wolfsburg. W barwach „Wilków” wystąpił w tylko jednym meczu i postanowił opuścić Volkswagen-Arena. Następnym klubem w jego karierze był szwajcarski Grasshoppers Zurych. W 2007 roku powrócił do Arminii, a w 2008 roku podpisał kontrakt z Panioniosem GSS. Rok później trafił do Karlsruher SC. W 2011 roku zakończył karierę.
W Bundeslidze rozegrał 36 spotkań.